# Diplopanax
Diplopanax, biljni rod iz porodice tupelovki kojemu pripada dvije vrste zimzelenih stabala širokih listova i s bijelim ili žutim cvjetovima. Ove vrste nastanjuju vlažne tropske planine Vijetnama i južne Kine.
Rod je prvo kao monotipičan opisan u Sinensia 3: 197 (1933). Nova vrsta Diplopanax vietnamensis Aver. & T.H.Nguyên, opisana je 2002

## Vrste
1. Diplopanax stachyanthus Hand.-Mazz.
2. Diplopanax vietnamensis Aver. & T.H.Nguyên